# Ruse
Ruse (în bulgară Русе), Rusciuc în română, Oroszcsík în maghiară (în trecut în bulgară Golyamo Yorgovo, „Giurgiu Mare”), este un oraș în nordul Bulgariei, la Dunăre.

## Istoric
În anul 1648 a fost înființată Dieceza de Nicopole, cu jurisdicție în Bulgaria Otomană și Țara Românească. De-a lungul timpului mai mulți episcopi ai Diecezei de Nicopole, cu sediul la Rusciuc, s-au refugiat la nordul Dunării, la Craiova respectiv la Cioplea, lângă București. Între aceștia s-a numărat călugărul franciscan Nikola Stanislavich (1694–1750), devenit ulterior episcop de Cenad, cu sediul la Timișoara. Episcopul Giuseppe Molajoni (1780-1859) a fost administrator apostolic al Țării Românești.

## Profil economic
Ruse este un mare centru industrial. Unul dintre primele parcuri industriale din Bulgaria a fost construit aici. Un parc logistic este în curs de construcție. Economia orașului este dominată de industria ușoară: croitorie, textile și prelucrarea alimentelor. Industriei petroliere și industria chimică sunt reprezentate de către companii, producătoare de vopsele și uleiuri de motor, Orgachim, Prista Oil și Megachim. Industria de mașini și construcțiile sunt bine dezvoltate.
Există 46 hoteluri (cu peste 1.700 de paturi) la Ruse. Venituri din cazare pentru al treilea trimestru al anului 2012 г. este de 6.602.041 lv.
Acolo sunt multe hipermarketuri, cum ar fi: Metro Cash & Carry, Tehnopolis, Tehnomarket |(2), Kaufland (2 magazine), Mr. Bricolage, Praktiker, Giraffe (3), iar unele, cum ar fi lanțuri de supermarketuri Billa (5), Paconi (8), Penny Market (3), CBA (15), Carrefour(1), Lidl (2).
Există 4 centre comerciale – Mall Ruse, Mega mall, Dunărea, Royal. Într-un proces de construcție sunt de hipermarketuri Lidl, Business Park Rousse și o sală de sport.

## Populație
Ruse este al cincilea cel mai mare oraș din Bulgaria ca populație, iar în 1880 era cel mai mare oraș al țării.
| Ani                       | 1880   | 1887   | 1910   | 1934   | 1946   | 1956   | 1965    | 1975    | 1985    | 1992    | 2001    | 2006    | 2008    | 2010    |
| Populație*                | 26 163 | 27 194 | 36 255 | 41 447 | 57 509 | 83 453 | 128 888 | 159 578 | 183 746 | 170 038 | 161 453 | 157 540 | 156 761 | 153 723 |
| Cu domiciliul în oraș     |        |        |        |        |        |        |         |         |         |         | 190 798 | 177 104 | 175 374 | 173 205 |
| Cu adresă curentă în oraș |        |        |        |        |        |        |         |         |         |         | 179 666 | 170 208 | 168 116 | 165 208 |

## Repere arhitecturale și naturale

### Repere arhitecturale
Orașul este faimos pentru clădirile sale conservate de la sfârșitul al XIX-lea și începutul secolului al ХХ-lea. Există mai mult de 260 de monumente. Cele mai multe dintre atracțiile orașului se află la centrul de Ruse (muzee, repere arhitecturale, teatru, operă, hoteluri, restaurante, cafenele și magazine de suveniruri). Dintre toate obiectivele turistice cele restante sunt următoarele:
| Site-ul                                                                     | Descriere | Fotografie |
| --------------------------------------------------------------------------- | --- | ---------- |
| Clădirea Diecezei de Nicopolis ad Istrum                                    | De acest loc sunt legați mai mulți călugări pasioniști cu rol însemnat în istoria Bulgariei și Țării Românești. Clădirea a fost și reședița episcopului Eugen Bossilkov, ucis în 1952. |            |
| Monumentul Libertății                                                       | Monumentul Libertății a fost construit la începutul secolului al XX-lea de către sculptorul italian Arnoldo Zocchi. Odată cu trecerea timpului, a căpătat semnificație ca fiind unul dintre simbolurile orașului și figurează pe stema sa. |            |
| Dohodno Zdanie (teatrul "Sava Ogneanov")                                    | "Dohodno Zdanie" este un impunător edificiu neoclasic aflat în centrul orașului Ruse, construit în 1898-1902 pentru a găzdui spectacole teatrale. Împreună cu Monumentul Libertății, este un simbol al orașului. |            |
| Strada Aleksandrovska                                                       | Strada principală a orașului se numește "Aleksandrovska". Este un ansamblu arhitectural de clădiri în stil neo-baroc, neo-rococo și alte stiluri arhitecturale. |            |
| Prima bancă privată "Ghirdap" (Orașul-ceas)                                 | "Ghirdap" a fost prima bancă privată bulgărească. Înființată la Ruse în 1881, "Ghirdap" a fost printre cele mai mari șase bănci din Bulgaria și, în timpul războaielor, grupul său financiar a fost cel mai influent al țării. Astăzi, clădirea principală este sediul administrativ al Camerei Control din Ruse și este un punct de întâlnire favorit al localnicilor.    |            |
| Centrul vechi al orașului Ruse                                              | Centrul vechi al orașului este pătrat în jurul Muzeului de Istorie din Ruse. Biblioteca regională "Liuben Karavelov" este situată și ea în piață. Clădirea este decorată cu ornamente în stil baroc — frunze, perle și rozete. Fosta bancă a lui Ivan și Stefan Simeonov este situată la începutul străzii "Aleksandrovska". Clădirea este tipică pentru Ruse: stil baroc. |            |
| Casa lui Elias Canetti, Laureat al Premiului Nobel pentru Literatură - 1981 | Casa se află pe strada "Slaveanska". |            |
| Casa lui Andrea Turio                                                       | Casa lui Andrea Turio a fost finalizată în 1900. Materialele de intrare pentru construcție au fost alese cu grijă din întreaga lume. Săli ale casei sunt decorate în stilul orașului antic Pompei. |            |
| Societatea de asigurări "Bulgaria"                                          | Compania de asigurări "Bulgaria" a fost prima astfel de societate din Bulgaria, înființată în 1891. Clădirea este situată pe strada principală "Aleksandrovska" și a fost construită în stil neoclasic. |            |
| Vaza de flori                                                               | "Vaza de flori" este situată în parcul orașului. Înălțimea sa este de 3,4 metri și lățimea de 7 metri. |            |
| Catedrala Sfântului Paul al Crucii                                          | Lăcașul a fost construit la sfârșitul secolului al XIX-lea și este situat pe strada Eugen Bossilkov, numită după un episcop martir din secolul al XX-lea. |            |

### Repere naturale
| Site-ul             | Descriere | Fotografie |
| ------------------- | --- | ---------- |
| Rusenski Lom (parc) | Parcul Natural "Rusenski Lom" este unul din cele zece parcuri naturale din Bulgaria. Parcul a fost declarat zonă protejată în 1970 și cuprinde un teritoriu de 3.408 de hectare.                                                                          |            |
| Parcul "Lipnik"     | Este situat în apropiere de satul Nikolovo, la 10 km distanță de Rusе. Dimensiunea parcului este de aproximativ 20.000 de hectare și flora constă, în principal, din tei.                                                                                 |            |
| Orlova Ciuka        | Această peșteră este o rezervație arheologică, aflată la 8 km în apropierea satului Dve Moghili. Aceasta este cea mai lungă peșteră din Bulgaria de Nord (13 km) și a doua ca lungime a Bulgariei (cu aproximativ 15 kilometri de galerii pe 7 niveluri). |            |

### Muzee
| Site-ul                                                 | Descriere | Fotografie |
| ------------------------------------------------------- | --- | ---------- |
| Muzeul de Istorie din Ruse                              | Muzeul de Istorie din Ruse a fost înființat în 1904. El deține aproximativ 140.000 de exponate, inclusiv tezaurul de la Borovo, obiecte extrase prin săpături efectuate în cetățile antice Yatrus și Sexaginta Prista de pe malul Dunării, precum și în orașul medieval bulgăresc Cerven, o colecție de haine urbane, porțelan, sticlă, și argint de la sfârșitul secolului al XIX-lea și începutul secolului al XX-lea. |            |
| Cetatea romană "Sexaginta Prista"                       | Sexaginta Prista este situată în Rusciuc. Numele înseamnă "portul celor șaizeci de nave". |            |
| Bisericile săpate în stâncă din Ivanovo                 | Bisericile cioplite în stâncă sunt un grup de biserici monolitice, capele și mănăstiri cioplite din stâncă, situat în apropierea satului Ivanovo, la 20 km sud de Rusciuc, pe malul stâncos al râului Rusenski Lom. Complexul este renumit pentru frescele sale medievale frumoase și bine conservate. Bisericile din Ivanovo, cioplite în stâncă, sunt incluse în Lista Patrimoniului UNESCO din 1979. |            |
| Muzeul Național de Transport                            | Muzeul Național de Transport este situat pe malul Dunării, în gara Ruse, prima din țară, construită în 1866. |            |
| Casa "Kaliopa" (muzeu) – Stilul de viață urban din Ruse | Expoziția reprezintă rolul orașului Ruse ca poartă spre Europa, precum și afluxul de culturi urbane europene în Bulgaria la sfârșitul secolului al XIX-lea și începutul secolului al XX-lea. Sunt prezentate machete de interioare: o cameră de desen, un living, o sala de muzică și un dormitor, cu mobilier din Viena, precum și colecții de îmbrăcăminte urbană, de bijuterii și alte accesorii, de argint (tacâmuri) și porțelanuri, care marchează schimbări prezente în viața de zi cu zi a cetățenilor din Ruse. Primul pian orizontal importat în Bulgaria de la Viena poate fi văzut aici. |            |
| Panteonul eroilor Renașterii Naționale                  | Panteonul Renașterii Naționale este un monument național. 39 de personalități bulgare sunt înmormântate aici. |            |
| Cetatea vlaho-bulgară "Cerven"                          | Bastionul "Cerven" a fost unul dintre principalele centre militare, economice și culturale ale celui de al Doilea Imperiu Bulgar, între secolele al XII-lea și al XIV-lea. Ruinele cetății sunt situate în apropiere de satul cu același nume aflat la 30–35 km sud de Ruse, în nord-estul Bulgariei. |            |

## Personalități născute aici
- Jacques Canetti (1909 - 1997), regizor francez.

### Oficiale
- Municipalitatea Ruse

### Reportaje
- Amintiri cu tigari BT, 24 octombrie 2006, Sorin Anghel, Jurnalul Național

### Fotografii
- - Panorame 360 ° virtuale de la Ruse
  - pbase.com
  - flickr.com
  - users.mrl.uiuc.edu

### Hărți
- - Google harti
  - Wikimapia
  - Bgmaps

### Altele
- Ghid turistic Arhivat în 31 decembrie 2011, la Wayback Machine.